# Szczyrzyc
Szczyrzyc è una frazione della Polonia, situato nel voivodato della Piccola Polonia, nel distretto di Limanowa e nel comune di Jodłownik. È geograficamente situato nella valle del fiume Stradomka.
È famosa per la sua abbazia cistercense del XIII secolo. La frazione stessa nacque nel XIV secolo.
La località è luogo di nascita di Władysław Orkan e Zygmunt Konieczny, e il solo luogo dove ancora esistono le mucche rosse.